# 公孫述
公孫 述（こうそん じゅつ）は、新末後漢初の群雄の一人。字は子陽。右扶風茂陵県の人。蜀郡に地方王朝「成家」を建てた。

## 生涯
父の公孫仁は成帝の末に侍御史となり、その故を以て郎となる。父が河南都尉の時に、公孫述は天水郡清水県の県令に任じられ、若年を心配した公孫仁は自分の部下を使わすが、その部下は「公孫述は教えを待つ者には非ず」と一人戻る。能有る為に太守は五県を兼務させるも政事は整い、盗賊は発せず、郡中鬼神有りと称される。王莽の天鳳年間に導江郡の卒正（新制における蜀郡太守）となり、名を馳せた。
赤眉の乱の混乱の中、更始帝が立つと漢中から蜀郡にかけて、宗成と王岑が漢軍の将を称して挙兵した。当初、公孫述は成都に招くも、掠奪を行う賊兵と知ると、公孫述はこれを討たんものと県内の豪傑を募って、自分は輔漢将軍・蜀郡太守兼益州牧の印綬を預けられたと称し、宗成らを討って、この地に割拠する。
更始2年（24年）秋、長安の更始帝（劉玄）は蜀郡の地を平定せんと李宝・張忠ら軍を派遣するも、公孫述は弟の公孫恢を遣って綿竹で撃退した。建武元年（25年）には皇帝を号し、国号を「成家」とした（王朝名は成都を首都としたことによる）。また年号を建てて龍興元年とした。それまでの五銖銭を廃止して鉄銭を発行したが、不評であった。
公孫述は、漢中は南鄭・武都郡は下弁・河池を収めて、漢中郡・武都郡を支配下に置き、三輔は陳倉に進出する。しかし劉秀が皇帝に即位し、更始帝に代わって漢王朝を継ぎ（後漢王朝）、光武帝の大司徒鄧禹が三輔に入り、その後、光武帝の征西大将軍馮異が長安を含む三輔を定めることとなり、隴西の地で割拠していた隗囂は鄧禹から西州大将軍の号を受け、その後も光武帝に従って、三輔にて公孫述の兵を討つ。
龍興6年（30年）、光武帝は隴西を通って公孫述を討たんとし、これを嫌った隗囂は遂に光武帝と兵を交えることになる。
龍興7年（31年）、光武帝とも和睦できず隗囂は公孫述に臣従する。龍興10年（34年）、光武帝の中郎将来歙は病死した隗囂の後を継いだ隗純を捕え、隴西を降す。龍興11年（35年）、来歙は、蓋延・馬成・劉尚を率いて隴から武都郡に、征南大将軍岑彭・大司馬呉漢・輔威将軍臧宮らが長江を遡って蜀郡へ侵入し、公孫述は岑彭・来歙を暗殺するも、龍興12年（36年）に成都に攻め込まれ、公孫述はこの防衛戦で負傷しその夜に死去。ほどなく成都も落城し、その残党は皆殺しにされた。

## 関連人物
親族
- 公孫仁（父）
- 公孫恢（弟）

同盟者
- 隗囂
  - 馬援 - 公孫述を「井の底の蛙」と評した。
- 秦豊

軍閥の成員
※ただし、延岑・田戎は秦豊滅亡後、王元は隗囂滅亡後。
- 延岑
- 田戎
- 王元
- 荊邯
- 侯丹
- 任満
- 程烏
- 程汎
- 呂鮪
- 趙匡
- 李育
- 田弇

## 伝記史料
- 『後漢書』巻13　隗囂公孫述列伝3
- 『華陽国志』巻5 公孫述劉二牧志